# Бобрицька сільська рада (Броварський район)
Бобрицька сільська рада — орган місцевого самоврядування у Броварському районі Київської області з адміністративним центром у с. Бобрик.

## Загальні відомості
Історична дата утворення: в 1943 році.
Загальна площа землі в адмінмежах Бобрицької сільської ради — 3260,5 га.
Адреса сільської ради: 07431, Київська обл., Броварський р-н, с. Бобрик, вул. Шевченка, 4.

## Населені пункти
Сільській раді підпорядковані населені пункти:
- с. Бобрик
- с. Гайове

## Склад ради
Рада складається з 16 депутатів та голови.

### Керівний склад ради
| ПІБ                      | Основні відомості                                                                  | Дата обрання | Дата звільнення |
| ------------------------ | ---------------------------------------------------------------------------------- | ------------ | --------------- |
| Литвин Микола Григорович | Сільський голова, 1964 року народження, освіта, член Соціалістичної партії України | 26.03.2006   | 31.10.2010      |
| Литвин Микола Григорович | Сільський голова, 1964 року народження, освіта вища, безпартійний                  | 31.10.2010   |                 |

Примітка: таблиця складена за даними джерела